# Санта-Мария (Азорские острова)
Остров Санта-Мария (порт. Santa Maria ['sɐ̃tɐ mɐ'ɾiɐ]) входит в восточную группу архипелага Азорские острова в Атлантическом океане, принадлежит Португалии. Другое название острова — «Жёлтый остров».

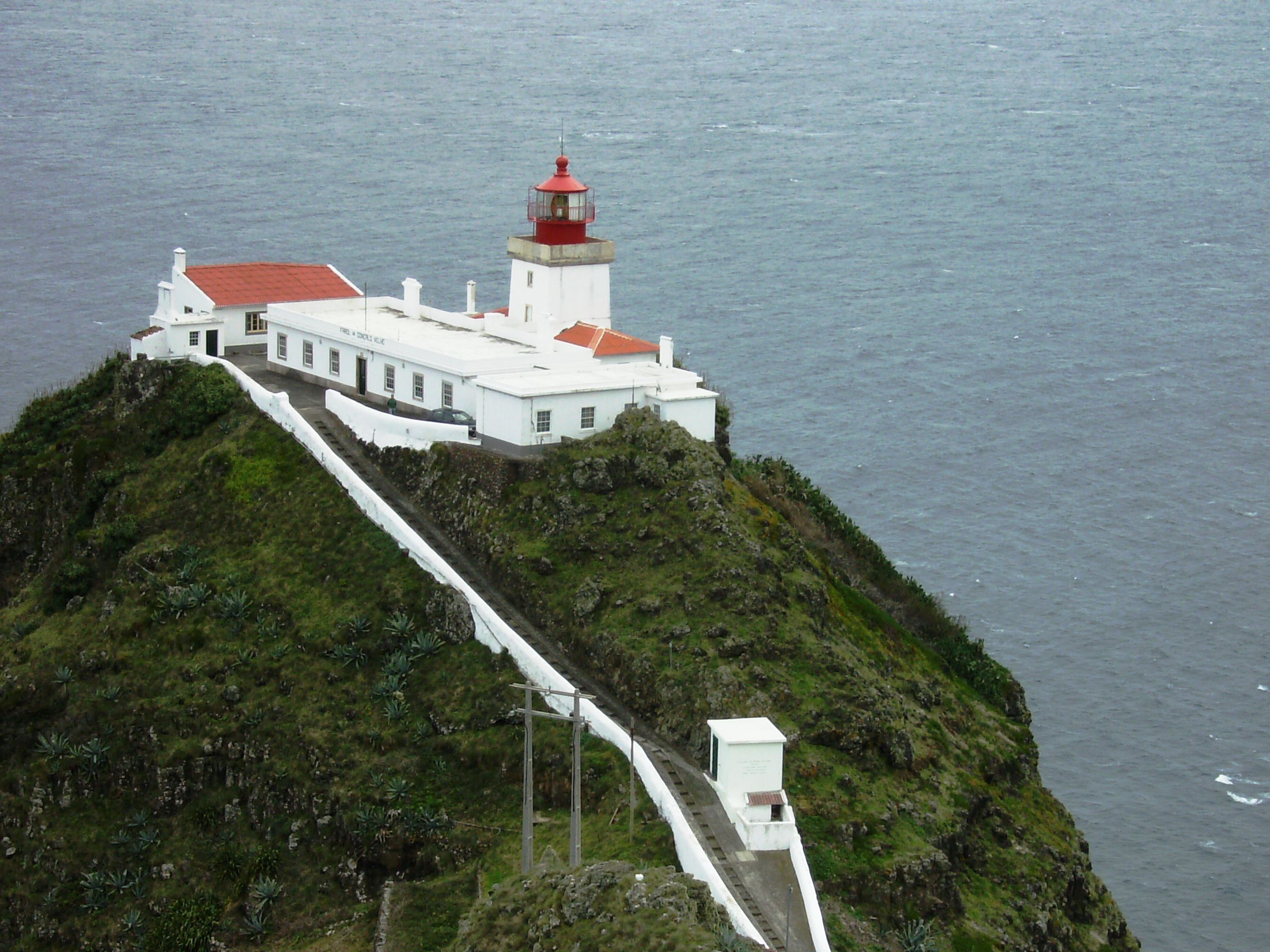
Маяк Гонсалу-Велью.

Площадь острова — 97,18 км². На Санта-Марии находится один муниципалитет Вила-ду-Порту, это самое старое поселение на архипелаге.

## Расположение
Санта-Мария — самый южный из островов. Он расположен в 82 км южнее острова Сан-Мигел. Христофор Колумб по возвращении из Америки совершил на этом острове благодарственную мессу в капелле Богородицы Ангелов, посвящённой Святому Духу.

## История
По геологическим данным, возраст острова составляет 4,8 миллиона лет. Этот остров в архипелаге был открыт самым первым. Остров открыл Диогу Силвеш во время своего плавания к острову Мадейра в 1427 году. Первым поселенцем был Гонсалу Велью, который обосновался здесь с семьёй и стадом домашних животных.
После начала второй мировой войны Португалия объявила о нейтралитете, однако после переговоров с США в 1943-1945 гг. предоставила в аренду США военные базы на Азорских островах (авиабазу на острове Терсейра и аэродром на острове Санта-Мария), которые стали важнейшими пунктами дозаправки самолётов США при перелёте через Атлантический океан, а также использовались как запасные аэродромы. После окончания войны военное присутствие США на Азорских островах было закреплено двусторонними соглашениями между Португалией и США. 4 апреля 1949 года Португалия вступила в блок НАТО. На военной базе США на острове Санта-Мария был размещён наземный центр обработки информации пассивной системы противолодочной обороны AFAR.

## Транспорт
На острове расположен международный аэропорт. Остров связан с островом Сан-Мигел паромным сообщением.

## Достопримечательности
- Церковь Святого Духа (Igreja de Santo Espírito)
- Часовня Носса-Сеньора-душ-Анжуш (Ermida de Nossa Senhora dos Anjos)
- Несколько ветряных и водяных мельниц

На острове сохранились дома XV века, принадлежавшие капитану Донатарио.
Ежегодно на острове проводятся автомобильные ралли.
В 2008 году началось создание одноимённого национального парка.